# Schaibing (Untergriesbach)
Schaibing ist ein Gemeindeteil des Marktes Untergriesbach im niederbayerischen Landkreis Passau. 

## Lage
Das Pfarrdorf Schaibing liegt etwa drei Kilometer nordwestlich von Untergriesbach an der Staatsstraße 2320.

## Geschichte
Der Name Schaibing ist von der Lage auf einer Hochfläche (Scheibe) abgeleitet. Die -ing-Endung verweist auf die Besiedelung des Raumes zur Zeit der ersten Landnahme. Der Ort selbst entstand aufgrund von Rodungen in der sich über Jahrhunderte hinziehenden Besiedlung. In der Zeit des Hochstifts Passau war Schaibing dem Pfleggericht Obernzell unterstellt.
Aus dem Steuerdistrikt Leizesberg und Teilen des Steuerdistriktes Ederlsdorf wurde 1818 die Gemeinde Leizesberg formiert, die die Orte Haunersdorf, Hubing, Hundsruck, Leizesberg, Mitterreuth, Nebling, Rampersdorf, Rothenkreuz, Saxing, Schaibing, Schergendorf, Schmölz, Steinbruck und Ziering umfasste. 1825 wurde sie in Gemeinde Schaibing umbenannt. 1868 entstand als neuer Ortsteil Knappenreut.
1904 erhielt Schaibing durch den Bau der Lokalbahn Passau-Hauzenberg/Granitbahn den Anschluss an das Eisenbahnnetz. Der Bahnhof Schaibing wurde zwar weit entfernt vom Ortszentrum errichtet, war aber für die Graphitindustrie der Gemeinde sehr bedeutend, weil hier die Kleinbahn Kropfmühl-Schaibing anschließen konnte.
1925 werden die zusätzlichen Ortsteile Bavariaschacht, Friedrichschacht, Hedwigschacht, Kronawitterschacht, Kropfmühl und Schaibing Bhf. genannt.
Im Jahre 1829 erhielt der Ort Schaibing ein Schulhaus. Aufgrund des in der Gegend stattfindenden umfangreichen Graphitbergbaus (Hauzenberger Graphit) kamen Mitte des 19. Jahrhunderts die neuen Ortsteile Bavariaschacht, Hewigschacht, Knappenhäusl, Knappenreuth, Krameröden, Kronawitterschacht und Kropfmühl zur Gemeinde Schaibing.
1935 entstand neben der Dorfkapelle eine Notkirche, und am 1. Juni 1937 wurde die Expositur Schaibing errichtet. Als 1938 bis 1939 ein Lehrerwohnhaus erbaut worden war, konnte das Schulhaus großzügig ausgebaut werden. Am 1. Mai 1945 gegen 17.00 Uhr marschierten die ersten Amerikaner in Schaibing ein. Nach dem Zweiten Weltkrieg kamen viele Flüchtlinge nach Schaibing und mussten bei den Bauern untergebracht werden.
Im Jahre 1952 wurde der Grundstein zu einer Kirche gelegt, und am 21. und 22. September 1953 fand die feierliche Weihe statt. 1954 bis 1955 baute die Gemeinde unter Bürgermeister Königseder aus Schergendorf neben dem Schulgebäude ein eigenes Gemeindehaus. Am 1. September 1954 wurde die Expositur Schaibing zur Pfarrei erhoben und der ehemalige Expositus Karl Prinz zum Pfarrer ernannt.
Weil die alte Schule in keiner Weise mehr den Anforderungen entsprach, beschloss der Gemeinderat unter Bürgermeister Albert Kammermeier aus Leizesberg bereits 1959 den Bau einer neuen und größeren Schule in unmittelbarer Nähe der alten Schule. Am 2. Mai 1960 begann die Baufirma Anetzberger aus Obernzell mit den Erd- und Bauarbeiten. Am 15. September 1961 konnten die 244 Kinder in sechs Klassen einziehen. Am 27. Oktober 1961 war der Tag der Schulhauseinweihung.
Die Pfarrkirchenstiftung erwarb für 20 000 DM das alte Schulhaus und baute es für 115 000 DM mit Zuschüssen von mehreren Seiten zu einem Kindergarten um. Am 17. Februar 1962 erfolgte die Einweihung und Eröffnung des Kindergartens.
Ab 1965 wurde die Flurbereinigung durchgeführt. Die Feldbahn Schaibing-Kropfmühl wurde 1968 abgebaut. Im Zuge der Gebietsreform in Bayern wurde die Gemeinde Schaibing mit Wirkung vom 1. Januar 1972 aufgelöst und in die Gemeinde Untergriesbach eingegliedert. Die Gemeindeteilnamen Bavariaschacht, Friedrichschacht, Hedwigschacht, Knappenreut, Krameröden, Kronawitterschacht und Kropfmühle wurden aufgehoben; der Ortsteil Schaibing-Bahnhof kam zur Gemeinde Thyrnau. Bei der Volkszählung am 25. Mai 1987 hatte Schaibing 637 Einwohner.

## Sehenswürdigkeiten
- Pfarrkirche St. Josef. Das Bauwerk wurde 1952 bis 1953 nach den Plänen von Diözesanbaumeister Alfons Hornsteiner errichtet. Die Kirche besitzt einen Flügelaltar aus dem Jahr 1988.

## Bildung und Erziehung
- Grundschule Schaibing
- Kindergarten St. Marien